# Eli Ndiaye
Eli John Ndiaye Faye (Guédiawaye, 26 de junio de 2004) es un jugador de baloncesto senegalés, nacionalizado español, que pertenece a la plantilla de los Atlanta Hawks de la NBA, con un contrato dual que le permite jugar también con el filial de la G League, los College Park Skyhawks. Con 2,04 metros de estatura juega en la posición de ala-pívot.

## Trayectoria

### Inicios
En 2017, con apenas 13 años, ingresó en la cantera del Real Madrid para jugar en el equipo infantil "A".
En verano de 2020, obtuvo el pasaporte español tras nacionalizarse.
En la temporada 2020-21, forma parte del equipo júnior y disputaría el Torneo Adidas Next Generation de la Euroliga, donde obtuvo varios galardones de MVP. Además, se proclamaría campeón de la supercopa de España.
En la temporada 2021-22, formaría parte del filial de Liga EBA.

### Profesional
Ndiaye se estrenó en septiembre de 2021 en un encuentro de Euroliga con el Real Madrid ante el Fenerbahce, debido a la baja por la paternidad de Walter Tavares, siendo el decimoséptimo canterano que hizo debutar Pablo Laso.
En la temporada 2022-23, formaría parte asiduamente del primer equipo del Real Madrid de la Liga Endesa.
Se presentó al Draft de la NBA de 2025 pero no fue elegido. Luego firmó un contrato dual con Atlanta Hawks y su filial, los College Park Skyhawks. Disputó la NBA Summer League 2025 con Hawks.